# 斎藤柴香
斎藤 紫香（さいとう しこう、1901年4月16日 - 1961年11月30日） は、日本の俳優である。兵庫県神戸市出身。帝国キネマ→日活→大映→東映所属の俳優だった。本名は斎藤 武徳（さいとう たけのり）。

## 来歴・人物
1901年（明治34年）神戸市夢野村36番屋敷（神戸市兵庫区夢野）に斎藤藤助の長男として生まれる。幼少期は両親の離婚の為、弟の正義とともに母方の親戚のもとで育った。1915年（大正4年）、父親死亡により家督を継ぐ。
1920年（大正9年）聖峰中学校を卒業、親戚（神戸の貿易商）の伝で帝国キネマに入社。
1925年（大正14年）に無声活動大写真に初出演した後、約30本の映画に出演。戦時中は日活多摩川撮影所で戦意高揚映画にも出演。
戦後は大映に所属し、1952年（昭和27年）には美空ひばりとマーガレット・オブライエンの日米天才子役が初顔合わせした話題作『二人の瞳」』に厚生大臣役で出演。
その後東映に移籍し、テレビ番組では『七色仮面』、『ナショナルキッド』などに出演、お茶の間にも知られる脇役俳優となる。余り目立ない、科学者役など渋い脇役が多かった。1925年（大正14年）のデビューから、テレビ番組も併せ、俳優生活36年間で135本の映画作品に出演した。
大映時代に島耕二監督の作品に出ており、その関係で杉狂児・轟夕起子とは、家族ぐるみで親交があった。性格は温厚で知られた。
1961年（昭和36年）、結核を患い自宅で死去。享年60。

## 家族
晩婚で、41歳で田口多み（当時24歳）と結婚。田口は当時東京市深川区在住の斉藤のファンだった。品川区二葉町で新居を構えたが、のちに妻と3人の息子とともに、渋谷区富ヶ谷2丁目に移った。
三男の健次はノンフィクションライターとして活躍、室戸からマグロ船に乗り南半球で漁を体験。著書「まぐろ土佐船」は「第七回小学館ノンフィクション大賞」を受賞、小学館文庫になる。千葉県船橋市で、まぐろ料理「炊屋・カシキヤ」を経営。健次によると、父・紫香の生前は映画産業が好景気で、経済的に潤っていたが、父・紫香が亡くなったあと残された家族は稼ぎ頭を失い、一転して貧乏になったという。

## 出演

### 映画
- 若返り薬 （1925年）
- 笑って働らけ （1925年）
- 姉と妹 （1925年）
- 銃声 （1925年）
- 宵待草 （1926年）
- 女神の像 （1926年）
- 処女の顔 （1926年）
- 悲しき秀勇 （1926年）
- 奮へ若者 （1926年）
- 怨の悲曲 （1926年）
- 銀の雨 （1926年）
- かたおもひ （1926年）
- 海の妖婦 （1926年）
- 夏の陽の戯れ （1926年）
- 恋路猛進 （1926年）
- 惚れられた彼奴 （1926年）
- 珍探偵 （1926年）
- 幻の森 （1926年）
- 孤島に咲く花 （1926年）
- 愛はつはもの （1927年）
- 長屋泰平記 （1927年）
- 勝利の鍵とは （1927年）
- 罪の人形 （1927年）
- 朝日は輝く （1929年）
- 終列車 （1929年）
- 唐人お吉 （1930年）
- 少年選手 （1931年）
- 仇討選手 （1931年）
- 春と娘 （1932年）
- 無軌道市街 （1932年）
- 美しき首途 （1939年）
- 汐風の乙女 （1939年）
- 幸福の窓 （1940年）
- 新妻よお静かに （1940年）
- 暢気眼鏡 （1940年）
- 女性の罠 （1940年）
- 歴史 第一部 動乱戊辰 （1940年）
- 米若の妻 （1940年）
- 大地の楽園 （1940年）
- 転落の詩集 （1940年）
- 世紀は笑ふ （1941年）
- 微笑の国 （1942年）
- 将軍と参謀と兵 （1942年）
- 第五列の恐怖 （1942年）
- 山参道 （1942年）
- 海猫の港 （1942年）
- 青空交響楽 （1943年）
- 我が家の風 （1943年）
- 重慶から来た男 （1943年）
- 父子桜 （1944年）
- 最後の帰郷 （1945年）
- 街の人気者 （1946年）
- お嬢様お手を （1946年）
- 花嫁の正体 （1947年）
- 緑の小筐 （1947年）
- いつの日か花咲かん （1947年）
- 轟先生 （1947年）
- 音楽二十の扉 （1948年）
- 月光城の盗賊 （1948年）
- びっくりしゃっくり時代 （1948年）
- 今日われ恋愛す （1949年）
- 涙の港 （1949年）
- 氷柱の美女 （1950年）
- 消防決死隊 （1951年）
- 七つの星座 （1951年）
- 紅涙草 （1951年）
- 死の街を脱れて （1952年）
- 浅草紅団 （1952年）
- 毒蛇島綺談 （1952年）
- 二人の瞳 （1952年）
- 浅草物語 （1953年）
- にっぽん製 （1953年）
- 紅椿 （1953年）
- 胡椒息子 （1953年）
- 火の女 （1954年）
- 落花の門 （1954年）
- 或る女 （1954年）
- 金色夜叉 （1954年）
- 講道館四天王 （1955年）
- 新女性問答 （1955年）
- お嬢さん先生 （1955年）
- 浅草の鬼 （1955年）
- 大岡政談 血煙地蔵 （1955年）
- 新女性問答 （1955年）
- 母孔雀 （1956年）
- 拳銃を捨てろ （1956年）
- にっぽんGメン 特別武装班出動 （1956年）
- 豹の眼 （1956年）
- 薔薇の絋道館 （1956年）
- 東京犯罪地図 （1956年）
- 怒れ! 力道山 （1956年）
- 宇宙人東京に現わる （1956年）
- 人情馬鹿 （1956年）
- 滝の白糸 （1956年）
- 少年探偵団 第一部 妖怪博士 （1956年）
  - 少年探偵団 第一部 二十面相の悪魔 （1956年）
  - 少年探偵団 鉄塔の怪人 （1957年）
  - 少年探偵団 第一部 二十面相の復讐 （1957年）
  - 少年探偵団 第二部 夜光の魔人 （1957年）
  - 少年探偵団 かぶと虫の妖奇 （1957年）
- 喧嘩社員 （1957年）
- 無敵社員 （1957年）
- どたんば （1957年）
- 殺人者を逃すな （1957年）
- 大学の石松 女群突破 （1957年）
- 純情部隊 （1957年）
- 第十三号棧橋 （1957年）
- 逢いたいなァあの人に （1957年）
- 爆音と大地 （1957年）
- 警視庁物語 上野発五時三五分 （1957年）
  - 警視庁物語 七人の追跡者 （1958年）
- 三代目 魚河岸の石松 （1958年）
- 空中サーカス 嵐を呼ぶ猛獣 （1958年）
- 波止場がらす （1958年）
- 娘十八御意見無用 （1958年）
- 曲馬団の娘 （1958年）
- 点と線 （1958年）
- 白い通り魔 （1959年）
- リスとアメリカ人 廃虚の銃声 （1959年）
- ふたりの休日 （1959年）
- 七つの弾丸 （1959年）
- 月光仮面 悪魔の最後 （1959年）
  - 月光仮面 幽霊党の逆襲 （1959年）
- 遊星王子 （1959年）
- 名犬物語 断崖の少年 （1959年）
- 拳銃を磨く男 （1959年）
- 拳銃を磨く男 あの女を探せ （1959年）
  - 拳銃を磨く男 深夜の死角 （1960年）
- 特ダネ三十時間 拾った牝豹 午前零時の顔 （1959年）
  - 特ダネ三十時間 白昼の脅迫 女の牙 （1960年）
  - 特ダネ三十時間 危険な恋人 （1961年）
  - 特ダネ三十時間 （1961年）
- 俺から行くぞ （1960年）
- 第三次世界大戦 四十一時間の恐怖 （1960年）
- 殺られてたまるか （1960年）
- 吠えろ岸壁 （1960年）
- 不死身の男 （1960年）
- 殴り込み艦隊 （1960年）
- 続ずべ公天使 七色の花嫁 （1960年）
- 危うしGメン 暗黒街の野獣 （1960年）
- まぼろし峠 （1960年）
- 花ざかり七色娘 （1961年）
- 銀座野郎 （1961年）
- ファンキーハットの快男児 二千万円の腕 （1961年） - 玉腰
- わが生涯は火の如く （1961年）
- べっぴんさんに気をつけろ （1961年）
- 赤い影の男/高速三号線を張れ （1961年）
- 坊ちゃん野郎勢ぞろい （1961年）
- 南太平洋波高し （1962年）

### テレビ
- 七色仮面（1959年、NET）
- ナショナルキッド（1960年、NET）
- 赤穂の人々 第1回・第2回「雪解け」（1960年、毎日放送）
- 雪麿一本刀（1961年、NET）